# Sachiko Yamamoto
Sachiko Yamamoto (山本佐知子, Yamamoto Sachiko), née le 24 octobre 1967, est une femme politique japonaise, représentant la préfecture de Mie pour le Parti libéral-démocrate à la Chambre des conseillers du Japon à partir de 2022.
Elle entre en 2024 au sein du gouvernement Ishiba II, au poste de secrétaire parlementaire chargée de l'Agriculture, des Forêts et de la Pêche.

## Jeunesse, études et carrière pré-électorale
Yamamoto naît le 24 octobre 1967, à Kuwana, dans la préfecture de Mie. Petite fille de l'ancien ministre de l'Intérieur Yukio Yamamoto (ja), elle choisit d'utiliser le nom de famille de ce dernier. Issue d'une famille d'hommes politiques, son frère et son père sont également des figures politiques locales.
Elle effectue des études de droit à l'université de Kobe, avant de rejoindre le secteur bancaire. Après sa carrière dans la finance, elle rejoint une agence de voyage,.

## Carrière électorale
Yamamoto se présente en 2016 aux élections de la Chambre des conseillers de la même année, avec l'investiture du Parti libéral-démocrate, alors au pouvoir, mais est défaite à l'issue de ce scrutin. En 2019, elle se présente aux élections préfectorales de Mie, et obtient un siège à l'assemblée préfectorale.
Lors des élections à la Chambre des conseillers du Japon de 2022, elle se représente avec le soutien du PLD et du Kōmeitō, et est cette fois élue avec une large avance, faisant ainsi son entrée à la Diète du Japon. Proche de Toshimitsu Motegi, elle rejoint sa faction à la Diète en 2023.

## Prises de positions
Proche du Premier ministre Fumio Kishida, elle soutient la majorité des mesures économiques et diplomatiques. Elle se montre notamment favorable aux sanctions mises en place par le gouvernement Kishida à l'encontre de la Russie après l'offensive sur l'Ukraine, est favorable à une augmentation des défenses liées à la sécurité et souhaite une révision de la constitution antimilitariste du Japon.
D'un point de vue sociétal, elle se déclare en 2022 opposée à la reconnaissance du mariage homosexuel au Japon. Elle se déclare également opposée à ce que les femmes de la famille impériale s'étant mariées puissent rester dans cette dernière.

## Vie privée
Yamamoto est premier dan d'aïkido.